# Волотовка
Волотовка — деревня в Русско-Полянском районе Омской области. Входит в состав Розовского сельского поселения.

## История
Основано в 1911 году. До 1917 года лютеранское село Омского уезда Акмолинской области. В 1929 г. организован колхоз им. Ф.Энгельса, с 1954 г. отделение совхоза «Розовский».

## Население
| год     | 1979 | 1989 | 2010 |
| ------- | ---- | ---- | ---- |
| человек | 400  | 372  | 257  |